# Louis Convents
Louis Jean Jacques Convents (Antwerpen, 26 november 1958) is een Belgisch ondernemer en voormalig politicus voor achtereenvolgens CVP en diens opvolger CD&V, Edegem-anders en N-VA.

## Levensloop
Convents groeide op in een bakkersgezin. Zelf wordt hij actief als vastgoedmakelaar en projectontwikkelaar. Zo was hij begin jaren 90 medeoprichter van Promocon en later ook Woonplanners.  Ook was hij in de periode oktober 2013 tot februari 2014 voorzitter van Berchem Sport.
Daarnaast was hij politiek actief te Edegem. Aldaar werd hij in 2000 verkozen op de CVP-VU-kieslijst (namens de CVP). In 2005 richtte hij vervolgens een eigen politieke partij op, Edegem-anders. Hij werd opnieuw verkozen en fungeerde als fractievoorzitter. Deze functie oefende hij uit tot juni 2009, waarna Guy Van Sande hem in deze hoedanigheid opvolgde. In 2011 (in de aanloop naar de stembusgang van 2012) maakte hij (samen met de twee andere verkozenen van deze partij) de overstap naar N-VA.
Hij kwam in opspraak met betrekking tot zedenfeiten. De zaak kwam in 2020 voor de rechtbank van eerste aanleg te Antwerpen. Convents werd daarbij in juni 2020 veroordeeld tot zeven jaar celstraf wegens mensenhandel, verkrachting en belaging. Kort daarop, in juli van datzelfde jaar, werd Convents vrijgelaten onder voorwaarden in afwachting van zijn beroepsprocedure. Voor het hof van beroep werd zijn straf gemilderd naar 5 jaar gevangenisstraf, waarvan 2 jaar effectief.